# José Suárez Montero
José Suárez Montero (1906 - 1941) fue un policía y militar español.

## Biografía
Comerciante de profesión, tras la proclamación de la Segunda República se habría integrado en el Cuerpo de Seguridad y Asalto. Durante el periodo de la republicano se afilió al Partido Comunista de España (PCE), y a las Juventudes Socialistas Unificadas (JSU). Cuando se produce el estallido de la Guerra civil se encontraba en la zona sublevada, logrando regresar al territorio controlado por la República. Ingresó en el batallón «Octubre», formado por efectivos procedentes del Quinto Regimiento. A lo largo de la contienda ostentó el mando de la 30.ª Brigada Mixta y de la 2.ª División. En marzo de 1939 fue detenido por las fuerzas casadistas, que poco después —al final de la guerra— lo entregarían a los franquistas. Juzgado y condenado a muerte, fue fusilado en Madrid el 3 de julio de 1941.